# Ааронов Олександр Геннадійович
Олександр Ааронов (нар. 11 вересня 1992, Запоріжжя, Україна) — ізраїльський хокеїст, колишній воротар клубу Ізраїльської хокейної ліги «Дрегонс Нес-Ціона».

## Клубна кар'єра
Олександр Ааронов розпочав займатися хокеєм в 10 років. Перший клуб у професіональній кар'єрі — «Айсбергс Бат-Ям». У 2011 році відправився в оренду на Середземноморське узбережжя до найпівнічнішого клубу країни, «Маккабі Метула». Зі своєю новою командою виграв титул чемпіонат Ізраїлю 2012 року, після чого грав за «Маккабі» на Континентальному кубку IIHF 2012/13. По завершення оренди повернувся в ХК «Бат-Ям». У 2014 році він приєднався до «Дрегонс Нес-Ціона», де закінчив кар’єру гравця 2016 року.

## Кар'єра в збірній
Олександр вперше опинився на льодовому майданчику у формі збірної Ізраїлю в III дивізіоні юнацького Чемпіонату світу з хокею 2010 року. У вересні 2012 року в Загребі після поразок проти Сербії, Хорватії та Мексики, де Ізраїль посів останнє місце. У складі чоловічої збірної вперше потрапив на олімпійську кваліфікацію у Сочі 2014 року. Незважаючи на значний показник пропущених шайб за гру (18,1), також потрапив на Кубок світу 2013 року. Однак на цьому турнірі грав інший воротар, Авіу Соротцький, який зіграв усі п’ять матчів та був визнаний найкращим воротарем групи B Другого дивізіону.

## Кар'єра тренера
Пройшовши в Фінляндії курс тренерів хокейних воротарів, також займається тренерською роботою. Працював помічником тренера ХК «Бат-Ям» з 2016 року. На молодіжному чемпіонаті світу хокею 2018 року серед команд ІІІ дивізіону займав посаду помічника головного тренера ізраїльської «молодіжки».

## Досягнення
| Рік  | Команда           | Досягнення                        |
| ---- | ----------------- | --------------------------------- |
| 2010 | «Айсбергс Бат-Ям» | Срібний призер чемпіонату Ізраїлю |
| 2012 | «Маккабі Метула»  | Чемпіонат Ізраїлю                 |

| Рік  | Команда | Досягнення                                            |
| ---- | ------- | ----------------------------------------------------- |
| 2013 | Ізраїль | Переможець групи B Другого дивізіону чемпіонату світу |